# Marylebone (metrostation)
London Marylebone is een station van de metro van Londen aan de Bakerloo Line tussen Edgware Road en Baker Street.

## Geschiedenis
Het metrostation werd door de Baker Street en Waterloo Railway, de latere Bakerloo Line, aanbesteed onder de naam Lisson Grove. Als verwijzing naar de Great Central Railway werd de naam nog tijdens de bouw gewijzigd in Great Central, de naam die het metrostation droeg vanaf de opening op 27 maart 1907 tot 15 april 1917. Het station werd op 15 april 1917 omgedoopt tot Marylebone. Als een van de weinige wordt dit metrostation bij een kopstation van de spoorwegen niet aangedaan door de Circle Line die ongeveer 150 meter ten zuiden van het station onder Marylebone Road ligt. De dichtstbijzijnde stations op de Circle-lijn zijn Edgware Road en Baker Street, op 550 meter afstand. Het metrostation kreeg in 1907 een eigen gebouw naast het spoorwegstation op de hoek van de Harewood Avenue en Harewood Row naar een ontwerp van architect Leslie Green. Hier was geen sprake van Greens standaardontwerp omdat de reizigers meteen met een trap naar de stationshal op niveau -1 gingen en de machinekamer voor de liften op de begane grond kwam, deze stationshal lag boven de westkop van de perrons. Langs de perrons werd de oorspronkelijke naam op het tegelwerk aangebracht en die bleef behouden tijdens de vervanging van het tegelwerk bij restauratiewerkzaamheden.
Op 1 februari 1943 werd de roltrapgroep tussen de hal van het spoorwegstation en de metroperrons geopend nadat het eigen gebouw van de metro was beschadigd door bombardementen. De houten roltrappen werden in 2004, als een van de laatste na de brand in station King's Cross, vervangen. In 1971 werd het gebouw van Green gesloopt om plaats te maken voor een hotel. In augustus 2020 werd begonnen met de installatie van een derde roltrap in plaats van de huidige trap, gevolgd door de vervanging van de in 1943 gebouwde roltrappen. Naar verwachting zijn de werkzaamheden in 2023 afgerond. 

## Reizigersdienst
De Bakerloo Line rijdt:
- 20x per uur in zuidelijke richting naar Elephant & Castle
- 11x per uur in noordelijke richting naar Queen's Park
- 3x per uur in noordelijke richting naar Stonebridge Park
- 6x per uur in noordelijke richting naar Harrow & Wealdstone

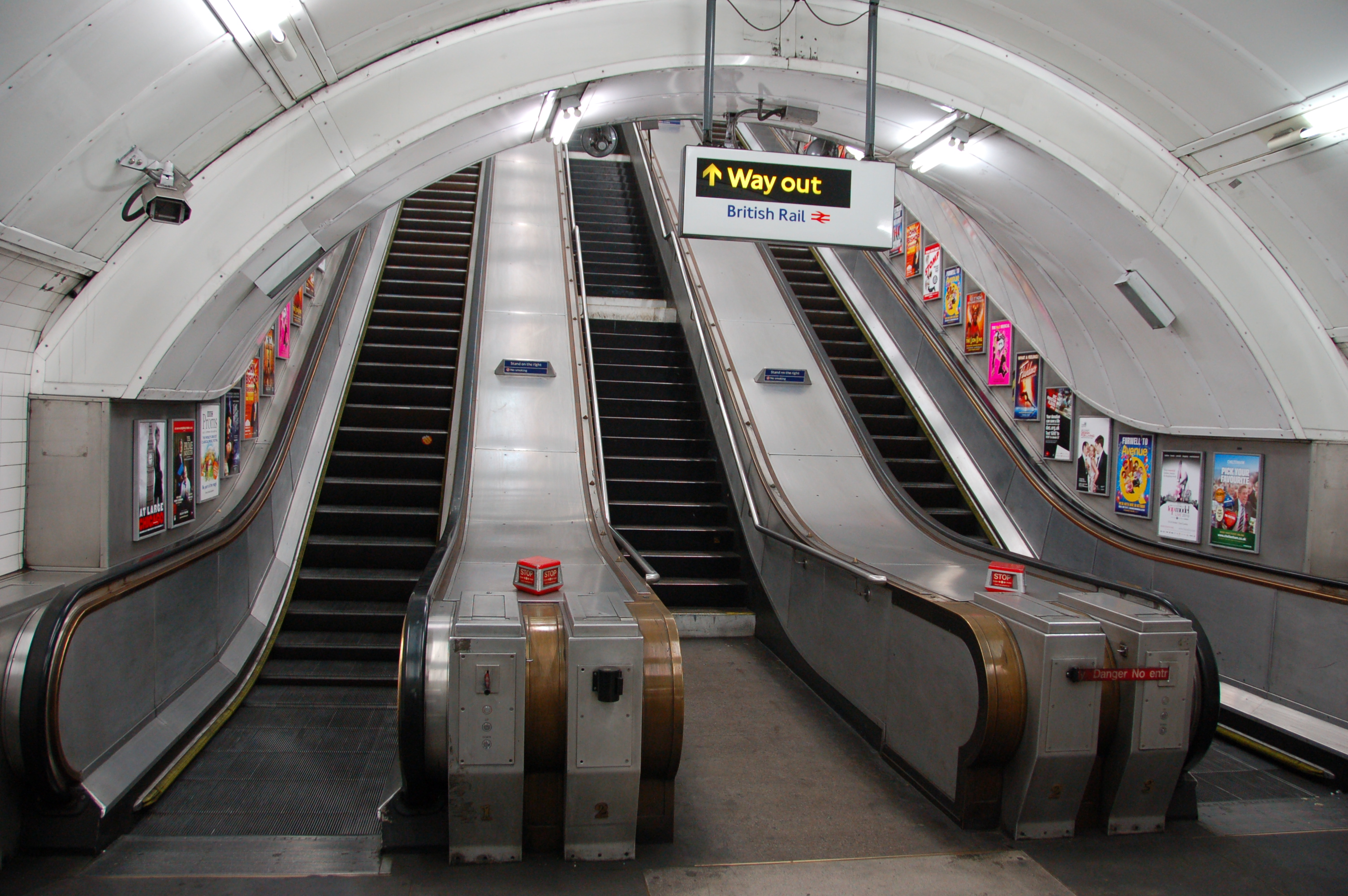
De roltrapgroep.
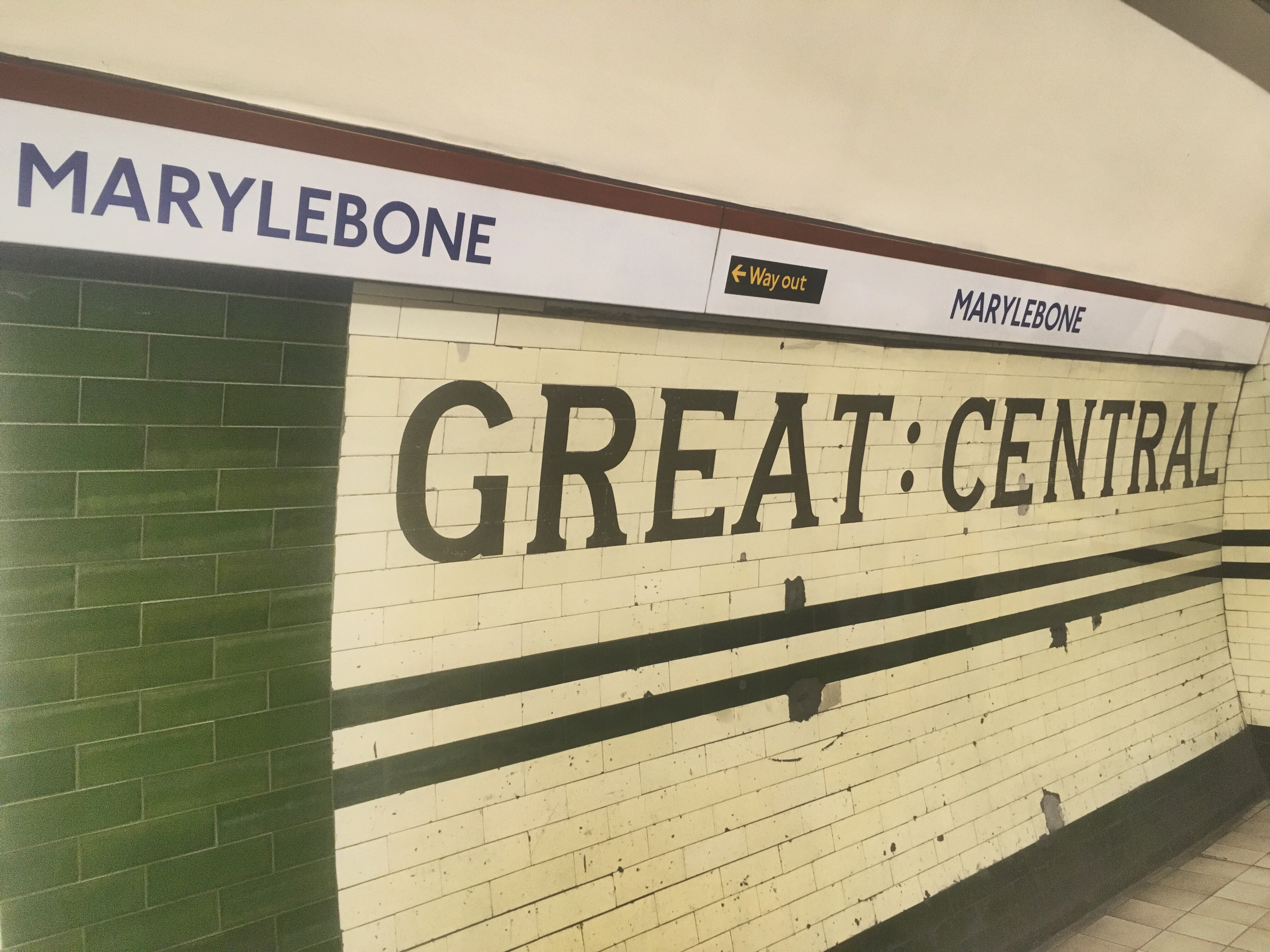
De oorspronkelijke naam op de tegels.
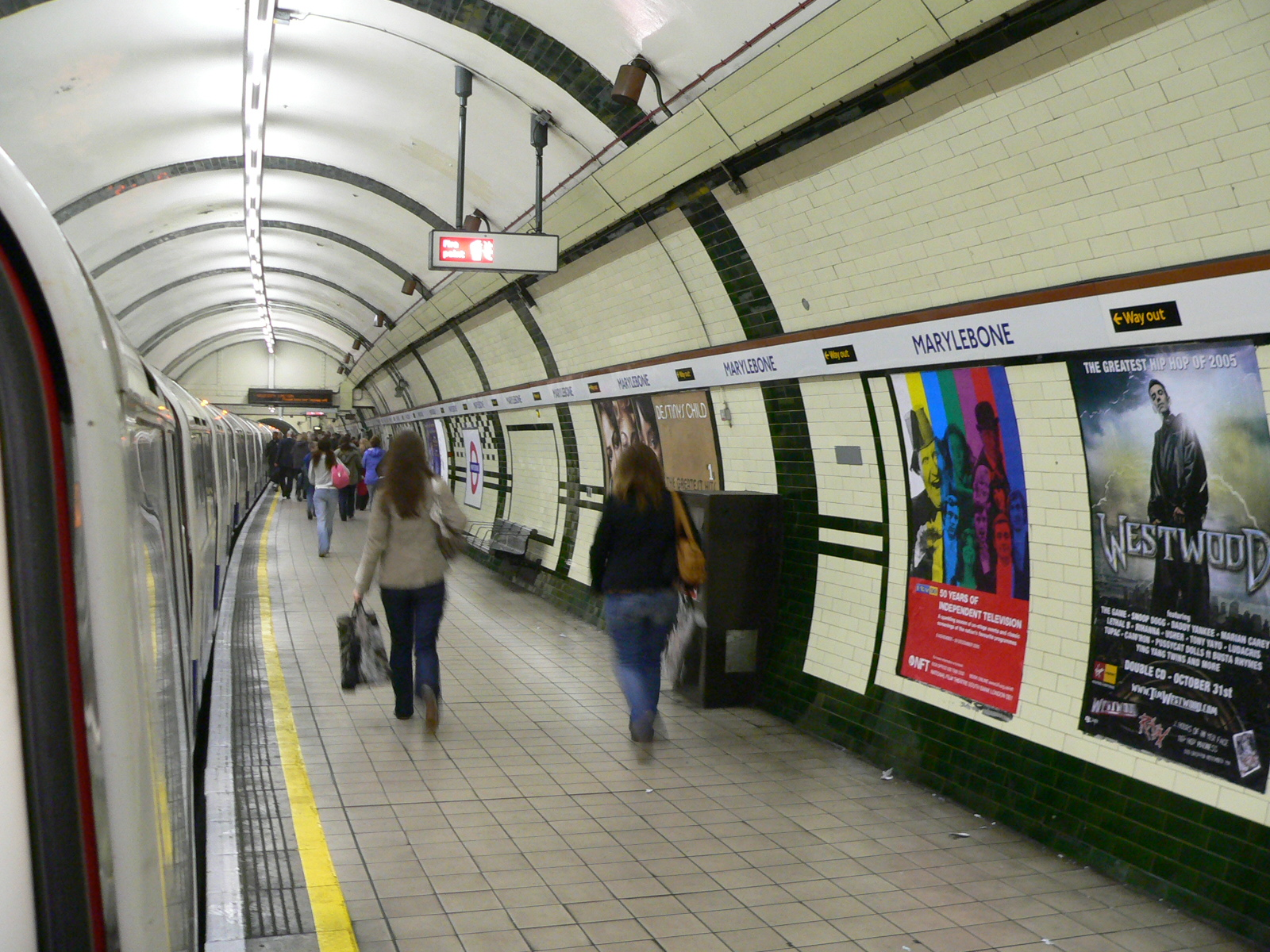
De underground naar het noorden.

Harrow & Wealdstone ·
Kenton ·
South Kenton ·
North Wembley ·
Wembley Central ·
Stonebridge park ·
Harlesden ·
Willesden Junction ·
Kensal Green ·
Queen's Park ·
Kilburn Park ·
Maida Vale ·
Warwick Avenue ·
Paddington ·
Edgware Road ·
Marylebone ·
Baker Street ·
Regent's Park ·
Oxford Circus ·
Piccadilly Circus ·
Charing Cross ·
Embankment ·
Waterloo ·
Lambeth North ·
Elephant & Castle